# Gaston af Orléans
Prins Gaston af Orléans, greve af Eu (fransk: Louis Philippe Marie Ferdinand Gaston d’Orléans, comte d'Eu) (født 28. april 1842 i Neuilly-sur-Seine, Hauts-de-Seine, Frankrig, død 28. august 1922 på Atlanterhavet på vej til Rio de Janeiro, Brasilien) var en fransk–brasiliansk prins.

## Brasiliansk prinsgemal
Prins Gaston var gift med prinsesse Isabel af Brasilien (1846 – 1821), der var den ældste datter af kejser Pedro 2. af Brasilien (1825 – 1891).

## Forfædre
Prins Gaston var søn af Ludvig Karl af Orléans, hertug af Nemours (1814 – 1896) og sønnesøn af kong Ludvig-Filip af Frankrig (1773 – 1850). 
Han var oldesøn af hertug Ludvig Filip af Orléans (Philippe Égalité), kong Ferdinand 1. af Begge Sicilier, Maria Karolina af Østrig og af regerende hertug Franz Friedrich af Sachsen-Coburg-Saalfeld.
Prins Gaston var tipoldesøn af hertug Ludvig Filip 1. af Orléans, kong Karl 3. af Spanien, kejser Frans 1. Stefan (Tysk-romerske rige) og kejserinde Maria Theresia af Østrig.
Han var også en efterkommer af den danske kongedatter Leonora Christina Ulfeldt og hendes gemal Corfitz Ulfeldt.